# Даниїл та Кир біля ідола Бела (Рембрандт)
Даниїл та Кир біля ідола Бела (нід. Daniel en Cyrus voor het Idol Bel) — картина голландського художника Рембрандта Харменса ван Рейна, створена в 1633 році. За основу взятий біблійний сюжет з Книги пророка Даниїла (XIV, 1–43), що входить у Старий Заповіт. Робота голландського майстра дуже цінувалася англійською династією ерлів Сент-Джерманс, які були незмінними власниками його картин в період з 1773 по 1992 рік.
Картина під інвентарним номером 95.PB.15 перебуває в музеї Ґетті, що розташований в американському місті Лос-Анджелесі. «Даниїл та Кир біля ідола Бела» має популярність, тому її досить часто надають для демонстрації до закордонних музеїв: Кіотський національний музей (2002), Національний музей Прадо (2004), Штеделівський художній інститут і міська галерея (2008).

## Історія
Картина «Даниїл та Кир біля ідола Бела» була написана в Амстердамі, до якого ван Рейн переїхав після того, як облишив роботу у своїй Лейденській майстерні в 1631 році. Ймовірно, за задумом автора мала бути певна серія робіт на релігійну тематику, адже після цієї картини наступною він пише «Бенкет Валтасара», яка вписується в сюжет біблійних розповідей про пророка Даниїла. Під час роботи над картинами з релігійної тематики ван Рейн консультувався у рабинів єврейської громади Амстердама, що цілком може свідчити, що вони могли бути якщо не замовниками, то ідейними натхненниками.
Донині невідомі обставини створення картини: це було власне бажання митця чи робота на замовлення. Хоча вона й була написана в 1633 році, перші задокументовані відомості з'являються лише в 1650 році. У той час новим власником став житель Амстердама Пітер Крон (нід. Pieter Croon). Невідомо у який спосіб картина потрапила до Англії, але наступним власником у 1733 році став відомий на той час драматичний актор Бартон Бут. Однак саме того року він помер і картина за заповітом відійшла його дружині, відомій балерині й акторці Гестер Сантлов. Жінка була її власницею упродовж сорока років і передала в спадщину своєму онукові Едварду Краггсу, першому ерлу Еліоту. Останній володів «Даниїл та Кир біля ідола Бела» в період з 1773 по 1804 рік. Після нього картина за заповітом дісталася його третьому синові Джону Еліоту, 1-му ерлу Сент-Джерманса. У нього витвір мистецтва перебував до 1823 року і, ймовірно, через спадок потрапив до його брата Вільяма Еліота. Останній був власником картини в період з 1823 по 1845 рік, а потом заповів її своєму синові Едварду Еліоту. Едвард був власником роботи Рембрандта до 1877 року, коли передав її в спадщину своєму синові Вільяму Еліоту. Останній, не порушуючи вже давню сімейну традицію, ймовірно, заповів картину у спадок своєму братові Генрі Еліоту. Генрі володів картиною в період з 1881 по 1911 рік і передав її як спадщину своєму синові Джону Еліоту. 1922 року останній, ймовірно, передав у спадок картину «Даниїл та Кир біля ідола Бела» своєму двоюрідному братові Гранвілю Еліоту. Двадцять років він залишався незмінним власником і лише в 1942 році картина отримала нового власника, яким став рідний брат Гранвіля Монтаг'ю Еліот. Останній заповів картину своєму синові Ніколасу Еліоту, який отримав її у 1960 році та володів нею до самої смерті в 1988 році. З 1988 по 1992 рік роботу голландського художника отримав у спадок Перегрін Еліот, 10-й ерл Сент-Джерманса.
З 1992 року картина перебувала в розпорядника фонду сімейних реліквій династії Сент-Джерманс. 15 квітня 1992 року вона виставлялася на аукціоні Крістіз (лот № 28), однак не була продана. Наступного разу картину спробували реалізувати через артдилерську компанію «Thomas Agnew & Sons» і в 1995 році угода увінчалася успіхом. Новим власником «Даниїл та Кир біля ідола Бела» став американський музей Ґетті. І хоча представники музею відмовилися коментувати деталі угоди та її вартість експерти схиляються до думки, що картини «Даниїл та Кир біля ідола Бела» та «Викрадення Европи» (які були придбані одночасно) разом коштують понад 30 мільйонів доларів.

## Опис

### Сюжет
Сюжет картини з ключовою сценою, що розгорнулася в підніжжя ідола Бела запозичена Рембрандтом зі старозавітної книги пророка Даниїла (XIV: 1–43 [Архівовано 8 листопада 2019 у Wayback Machine.]). Після смерті царя Астіяха влада перейшла до Кира. Даниїл був довірений царя і користувався великою повагою. На той час особливе поклоніння у вавилонян викликало божество Бел. Кожного дня йому приносили жертвування у вигляді 20 мір пшеничного борошна, 40 овець та 6 мір вина. Цар також шанував його й щодня ходив поклонятися. На запитання, чому Даниїл відмовляється слідувати цьому ритуалові, останній відповідав, що поклоняється лише живому Богу, а не мертвому ідолу. Кир же заперечував йому, що якщо Бел не живе божество, то куди зникають щоденні пожертвування? На це запитання Даниїл відповів з усмішкою: «Не обманюй самого себе, царю! Він бо всередині — глина, а зовні бронза, й він ще ніколи не їв і не пив». Осоромлений Кир скликав жерців і наказав їм довести, що Даниїл помиляється і за насміхання над божеством буде скинутий у яму з левами, а якщо ж вони не зможуть це довести — до ями буде скинуто їх самих. Даниїл погодився і прибув разом із царем до храму Бела. Жерці, яких було сімдесят чоловік не рахуючи їхніх жінок та дітей, сказали цареві, що вони всі йдуть геть, а він має залишити пожертвування, замкнути двері й запечатати їх своєю печаткою. І якщо він вранці знайде дари, то вони згодні померти, а якщо божество їх забере — Даниїл звів наклеп на них. Хитрість жерців полягала в тому, що вони мали потаємний хід та кожної ночі всі разом потрапляли до храму та вживали дари. Знаючи про це Даниїл наказав своїм слугам принести попелу й розсіяти по всьому храмі в присутності одного тільки царя. Після цього двері були зачинені та скріплені царською печаткою. Уночі прийшли, як звичайно, жерці з жінками та дітьми й усе поїли й повипивали. Рано-вранці цар у супроводі Даниїла перевірили цілісність печатки та дверей і першими зайшли до храму. Побачивши відсутність попередніх дарів Кир викрикнув: «Великий ти, о Беле, і нема в тобі ніякого обману!». На цю репліку Даниїл засміявся та розповів про свою хитрість із розсипаним по підлозі попелу і після цього цар побачив численні сліди дорослих та дітей. Розгніваний правитель наказав повбивати жерців разом з жінками та дітьми, а Бела та храм на його честь — зруйнувати.

### Виконання
Відомий голландський художник, представник стилю маньєризм, поет і історик мистецтва Карел ван Мандер у своїй книзі «Den Grondt der Edel vry Schilder-Const» (1604) описав техніку передачі пропорцій фігур, а також стану афекту та інших емоцій. Саме Рембрандт та, деякою мірою, Пітер Ластман, найдосконаліше опанували знання та перейняли досвід з книги ван Мандера. Разом з тим ван Рейн свідомо відійшов від концепції передачі витончених поз та рухів, таких як контрапост, і, таким чином, напрацював свій власний стиль.
На відміну від своїх італійських, фламандських чи іспанських колег, які традиційно вважалися експертами з передачі зображень релігійних сюжетів, голландські живописці переважно писали картини на світську тематику. За цього, їхні роботи з зображенням релігійного сюжету або діяча виконувалися в «протестантському стилі», де містичне передається через призму повсякденності. Це стало можливим завдяки тому, що у XVII столітті бароко перестало існувати лише в рамках католицької церкви й художники з протестантських країн північної Європи імплементували цей стиль у свої роботи. Прихильником і послідовником цього стилю саме й був Рембрандт.
Досить цікавим було виконання Рембрадтом композиції — екзотичність і таємничість язичницького культу передана за допомогою гри світла та тіней, де лише частина монументу ідола видно у світлі мерехтіння ліхтаря. Світло наче фокусує увагу на взаємодії персонажів біблійного сюжету. Рембрандту вдалося досить вдало зобразити розгубленість на обличчі Кира, однак, разом з тим, глядач позбавлений можливості розгледіти, які емоції в цю мить виникають на обличчі Даниїла. Лише позиція тіла останнього дозволяє робити припущення. Мабуть, найбільш зворушливий аспект інтерпретації бачення Рембрандта є його іронічне протиставлення великому, могутньому цареві маленького, смиренного хлопчика, якого надіслав Бог. Ця картина розкриває Рембрандта як геніального оповідача та наочно демонструє еволюцію його майстерності при передачі драматично зосередженої композиції, розкутість в експериментуванні з фарбами. Все це дозволяє говорити про те, що на момент створення «Даниїл та Кир біля ідола Бела» автор вже реалізувався як зрілий, досвідчений художник.
Члени дослідницького проєкту «Рембрандт» схиляються до думки, що основою для написання картини стала одна з гравюр відомого на той час художника та майстра гравюри Мартена ван Гемскерка. Останній присвятив цьому біблійному епізодові серію гравюр, що зображали кожну сцену із біблійного сюжету, але увагу Рембрандта привернула лише одна з них. На відміну від ван Гемскерка, в роботі якого був присутній цілий натовп, ван Рейн сфокусував увагу глядача лише на Киру, меншій мірі Даниїлові та опосередковано на Белі. Разом з тим Рембрандт пішов далі й при зображенні пози Даниїла, який схрестив руки на грудях, передав одночасно провокаційність та смиренність пророка, який висміює ідолопоклонство, але разом з тим смиренний перед царською владою. За сюжетом діалог між ними закінчився реченням, що стало крилатим висловом: «Нехай буде зроблено за твоїм словом».
На думку доктора філософії з мистецтва Шеллі Карен Перлоу (нід. Shelley Karen Perlove) та Ліррі Сілвера (нід. Larry Silver) картина могла бути досить популярною в певному колі радикально налаштованих протестантів, оскільки останні могли вбачати в послідовниках культу поклоніння Белу католиків, а папу римського — в самому ідолові. Ця обставина не була чимось дивним у часи ренесансу, позаяк навіть Мартін Лютер дозволяв собі зрівнювати папу з Антихристом, а католицьку церкву — з вавилонською блудницею.
Попри невеликий розмір цієї дубової панелі Рембрандту вдалося передати виняткову емоційну кульмінацію ключового моменту драматичного протистояння з біблійного сюжету. Надмірно возвеличена постать перського царя Кира умисно розташована в центрі розкішно убраного храму. Покірна, але разом з тим рішуча постать Даниїла, що просліджується в його профілі, красномовно передає непромовлене в голос звинувачення в тому, що цар поклонявся ідолу. Глибокий емоційний обмін між ними чітко показаний на обличчі Кира. Робота виконана з дивовижною широтою охоплення сюжету всупереч обмеженості її масштабу.

## Відгуки
Доктор філософії з мистецтва, куратор художнього відділення музею Ґетті Ен Вуллет (нід. Anne Woollett) характеризує «Даниїл та Кир біля ідола Бела», як: «одну з чудових робіт Рембрандта в музеях Південної Каліфорнії, що представляє один із періодів тривалої кар'єри художника. Картина надає чудову можливість доторкнутися до захопливої сцени історії, є інтригуючим портретом з переконливим емоційним станом головних героїв, а також неповторним спектром технік живопису ван Рейна».
Доктор філософії, директор проєкту «Рембрандт та колекції його мистецтва в Америці» Джозеф Меттью Піро (нід. Joseph Matthew Piro) відгукується про картину як про плацдарм для дослідження протестантської реформації, контрреформації, тридцятилітньої війни та інших подій у Європі XVII століття. На картині пишно одягнений Кир могутніший за покірного Даниїла. Звідси картина художника наштовхує на роздуми: Даниїл та Кир лише біблійні фігури чи вони виступають алегорією на владу Нідерландів та короля Іспанії Філіпа II?